# Stazione di Foggia
Stazione di Foggia vasútállomás Olaszországban, Puglia régióban, Foggia településen.

## Vasútvonalak
Az állomást az alábbi vasútvonalak érintik:
- Ancona–Lecce-vasútvonal
- Nápoly–Foggia-vasútvonal
- Foggia-Lucera-vasútvonal
- Foggia-Manfredonia-vasútvonal
- Foggia-Potenza-vasútvonal

## Kapcsolódó állomások
A vasútállomáshoz az alábbi állomások vannak a legközelebb: 
- Stazione di Incoronata
- Stazione di Rignano Garganico
- Stazione di Vaccarella
- Amendola railway halt (Foggia-Manfredonia-vasútvonal)
- Stazione di Cervaro